# كريستا بيران
كريستا بيران (بالإنجليزية: Christa Beran)‏‏، في الأصل كانت تُسمى كريستا دينر، (1922 في فيينا- ديسمبر 1992) كانت مسيحية نمساوية، حصلت على لقب الصالحين بين الأمم لمُساعدتها القاضية النمساوية إديث هان بير للنجاة من الهولوكوست.

## الجوائز
- صالحون بين الأمم[1]